# Nit (technika)

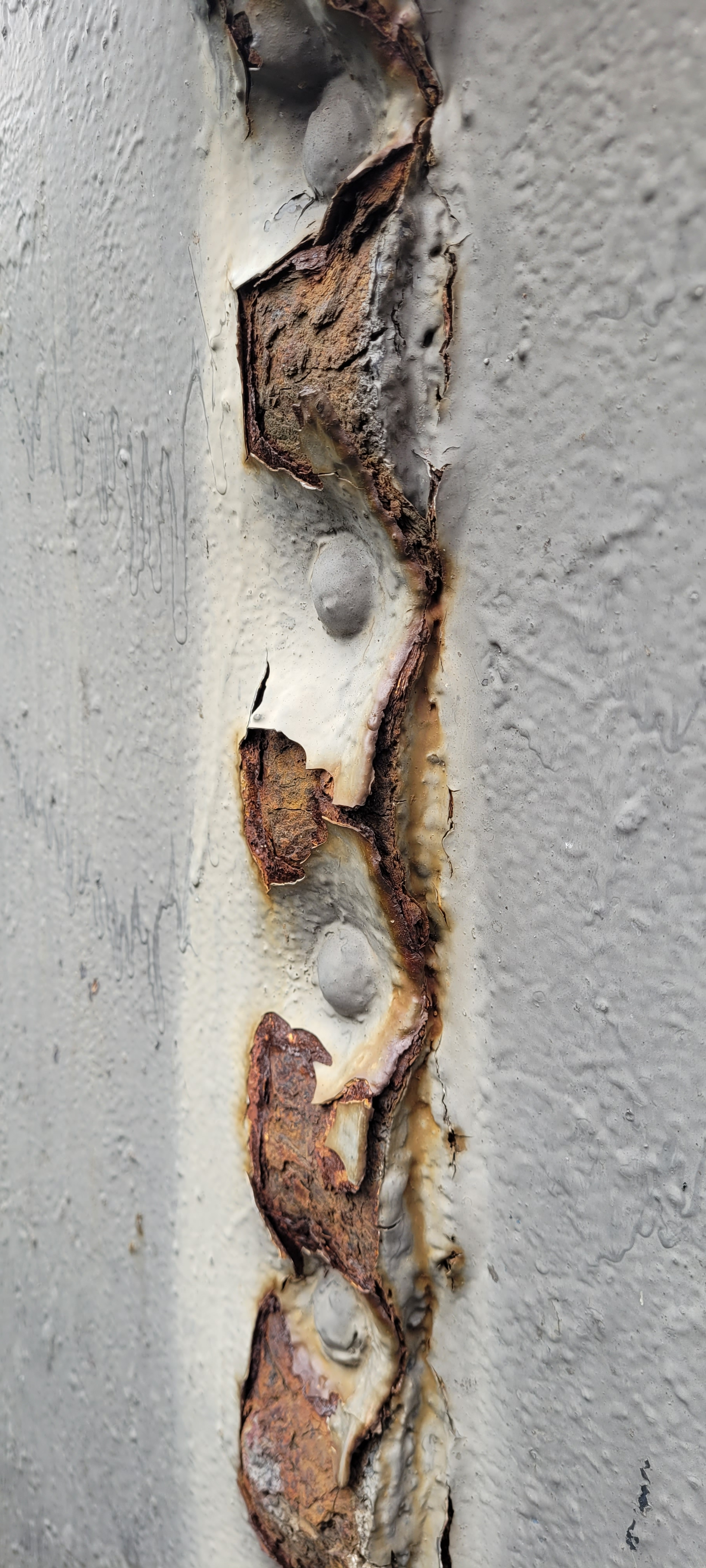
Korozja połączenia nitowanego blach

Nit – metalowy element konstrukcyjny używany przy nitowaniu, czyli łączeniu ze sobą płaskich elementów np. fragmentów blach, skór, tworzyw sztucznych. Nity pracują zwykle na ścinanie.

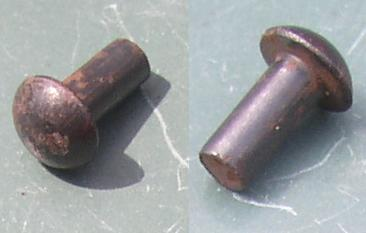
Nity „klasyczne”

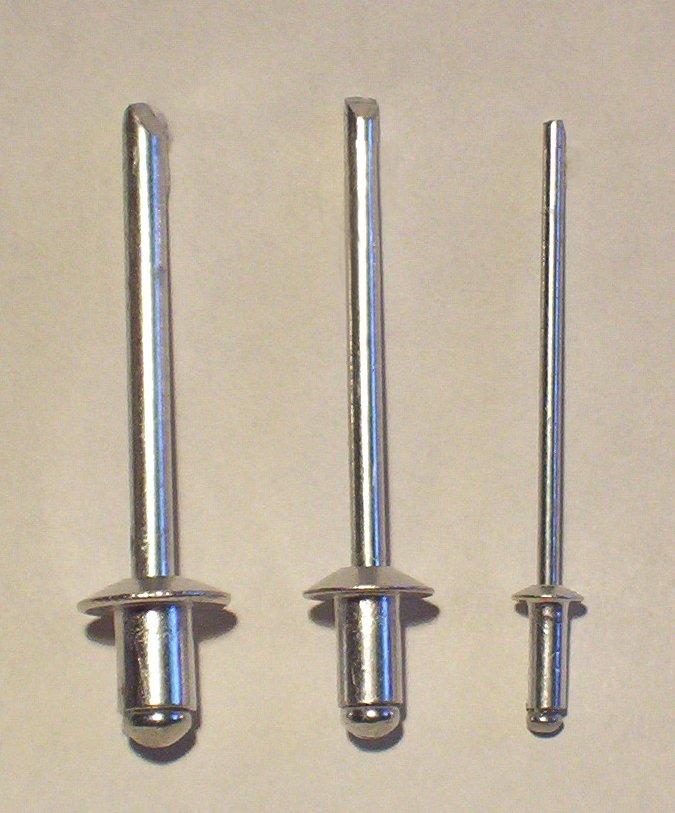
Nity zrywalne

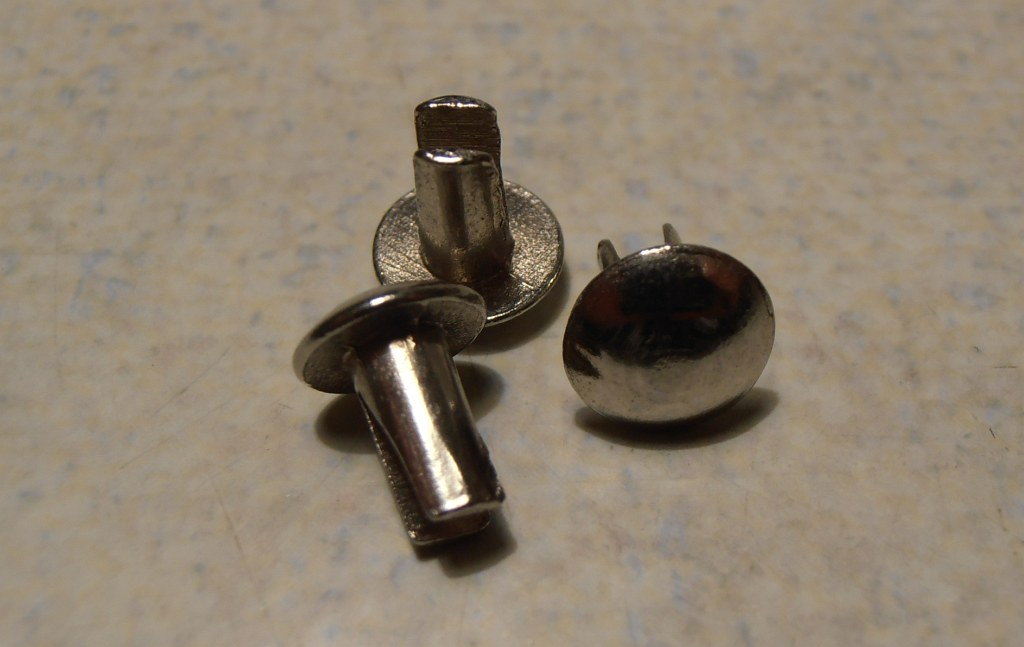
Nity rozchylne

Klasyczny nit ma postać krótkiego pręta, zakończonego z jednej strony występem zwanym łbem, a z drugiej częścią zasklepianą przy nitowaniu (przeciwną do łba) – zakuwką. Nitowanie było dawniej – przed opanowaniem spawania – powszechnie używane przy konstrukcji mostów, statków (np. do budowy Titanica użyto ponad trzech milionów nitów). Proces nitowania polegał na zabiciu gorącego nita młotem tak, by wypełnił on przygotowany wcześniej otwór w dwóch fragmentach poszycia.
Obecnie klasyczne nitowanie stosowane jest rzadko, zostało wyparte przez spawanie w latach 40. XX wieku. Rozpowszechniło się natomiast, ze względu na łatwość wykonania i niską cenę, nitowanie rurkowymi nitami zrywalnymi. Nit taki ma postać rurki z grzybkowatym łebkiem, przez którą przetknięty jest pręcik z przewężeniem zakończony zgrubieniem o średnicy nieco większej niż wewnętrzna średnica rurki nitu. Proces nitowania polega na wyciąganiu owego pręcika z dużą siłą – zgrubienie nie przechodzi przez rurkę, następuje jej spęcznienie, a następnie zerwanie pręcika w miejscu przewężenia – nit trzyma z jednej strony własnym łbem, z drugiej spęczeniem. Dodatkową zaletą jest możliwość takiego nitowania nawet przy jednostronnym dostępie. Technologia ta jest stosowania najczęściej do mocowania blach do konstrukcji nośnej i między sobą. Istnieją różnego rodzaju nity zrywalne, np. ze stali kwasoodpornej, z dodatkową uszczelką zapewniającą szczelność połączenia i inne. 
Na podobnej zasadzie mocowane są nitonakrętki.
W użyciu są także nity rurkowe klasyczne – jest to krótki kawałek rurki, której końce (lub koniec – drugi może być wstępnie przygotowany) przy nitowaniu są wywijane i zaklepywane za pomocą specjalnego urządzenia ze stożkiem. Takie nity w różnych odmianach są często stosowane do łączenia mniej odpowiedzialnych części mechanizmów lub też np. do zdobienia lub zabezpieczania brzegów otworów wyrobów tekstylnych lub skórzanych.
Innym obecnie stosowanym nitem jest nit rozchylny – tu zakuwka ma postać najczęściej dwóch (rzadziej czterech) języczków, które rozgina się po umieszczeniu nita w miejscu połączenia; nity takie stosuje się do ręcznego łączenia np. uchwytów przy wyrobach kaletniczych itp.
Czasami stosuje się także łączenie elementów z tworzyw sztucznych z innymi materiałami za pomocą nitów – tu z reguły nit jest formowany jako występ jednego z elementów, a następnie, po przetknięciu przez otwór w drugim elemencie, jest spęczany na gorąco.

## Przykłady użycia nitów

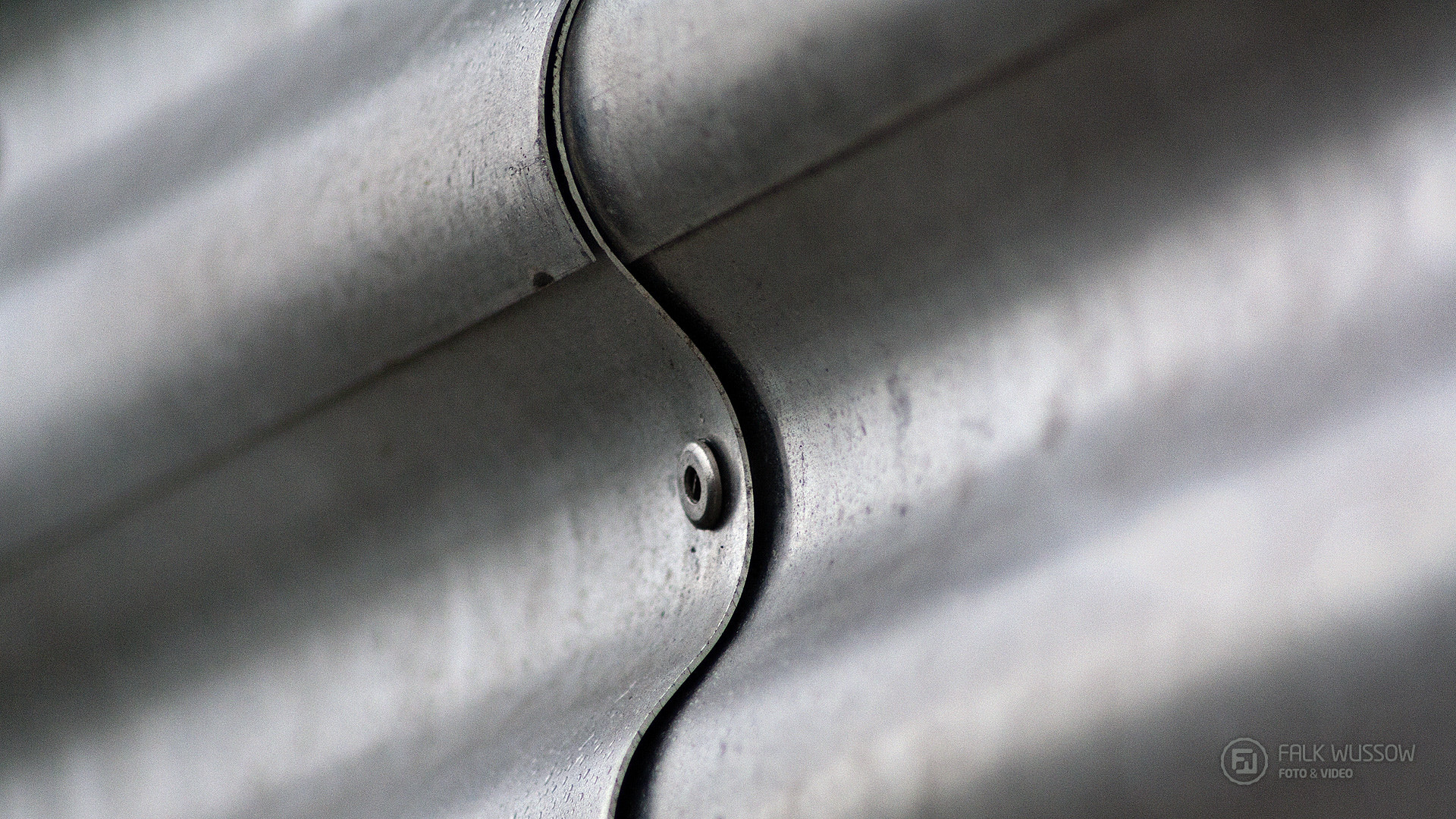
Nit łączący elementy blaszane
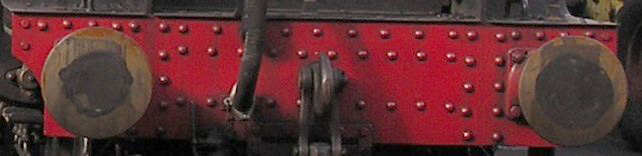
Nity użyte do budowy lokomotywy parowej
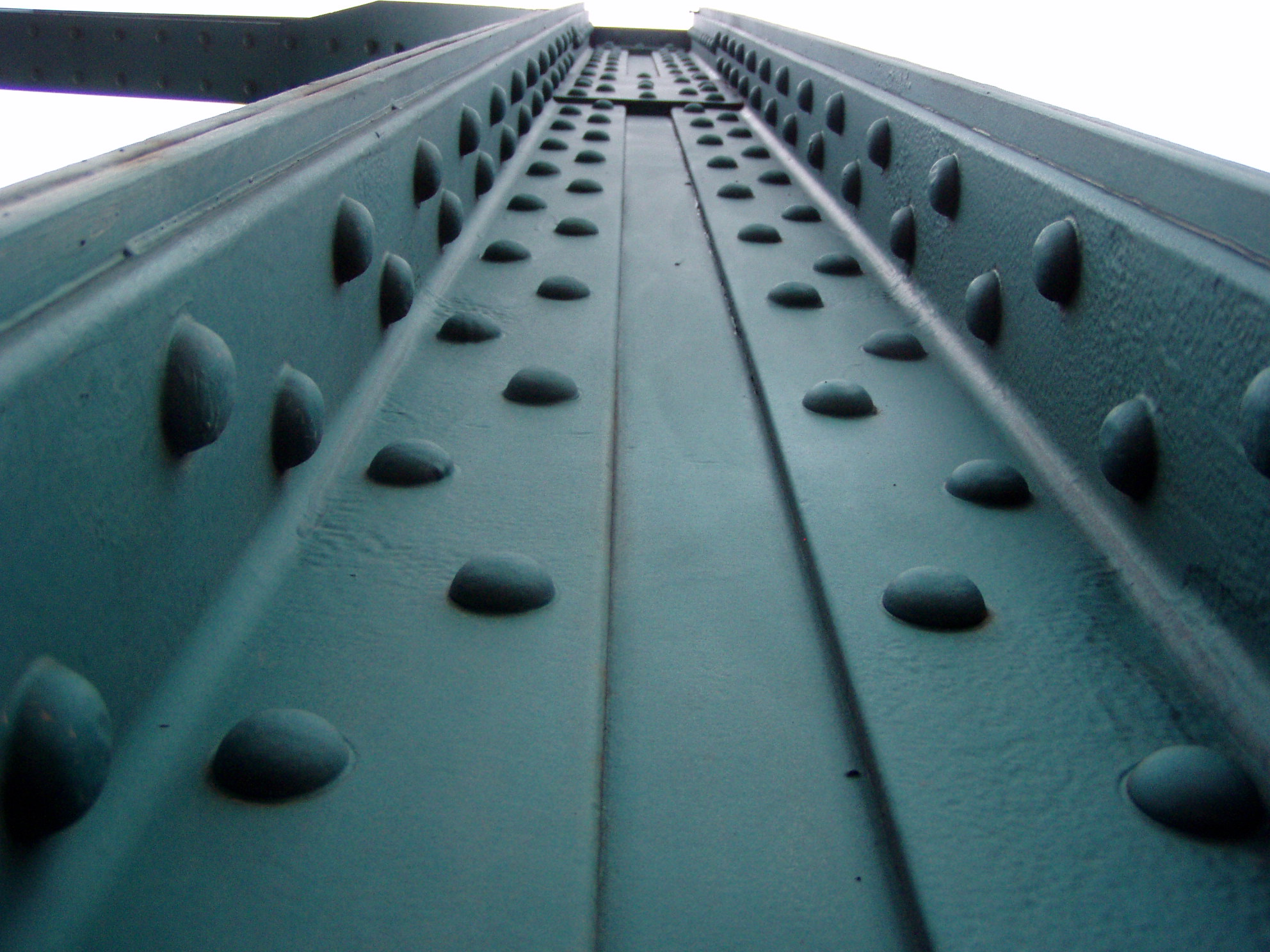
Nitowany element mostu z 1914 w ciągu ulicy Kościuszki w gdańskim Wrzeszczu
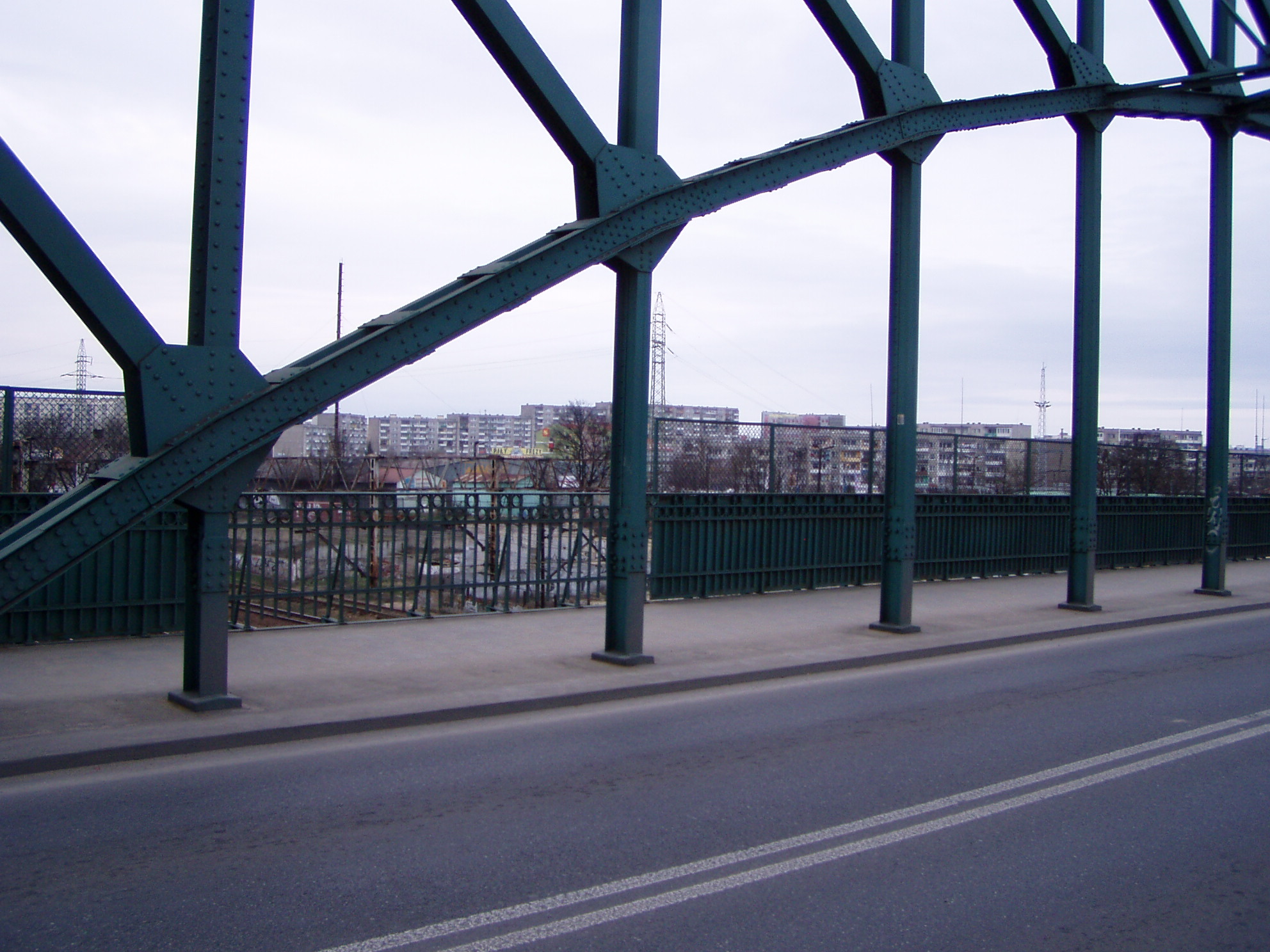
Nitowana konstrukcja mostu z 1914 w ciągu ul. Kościuszki w gdańskim Wrzeszczu (2006)